# Cheri, Cheri Lady
«Cheri, Cheri Lady» es el primer y único sencillo oficial del segundo álbum de Modern Talking Let's Talk About Love, y el tercero consecutivo en alcanzar el N.º 1 del chart alemán, después de You're my heart, you're my soul y You Can Win If You Want. El tema fue una burla de Dieter hacia Thomas por los cuidados que este le daba a su mascota Cheri, una perrita Maltés. El tema le gustó tanto a Thomas que lo quiso grabar.

## Certificaciones
Por sus ventas el sencillo ganó disco de oro de Alemania, Bélgica y Suecia. Y fue certificado disco de plata en Francia por sus ventas de 250 000 unidades.

## Sencillos
7" Single Hansa 107 670, septiembre de 1985
1. Cheri Cheri Lady		3:45
2. Cheri Cheri Lady (Instrumental)		3:37

12" Maxi Hansa 601 950, septiembre de 1985
1. Cheri, Cheri Lady (Special Dance Version)	4:52
2. Cheri, Cheri Lady (Instrumental)		3:37

## Charts
El sencillo permaneció 22 semanas en el chart alemán desde el 16 de septiembre de 1985 hasta el 23 de febrero de 1986. Se mantuvo en el #1 como máxima posición durante cuatro semanas consecutivas.
| Chart (1985) | Máxima posición |
| ------------ | --------------- |
| Alemania     | 1               |
| Austria      | 1               |
| Bélgica      | 1               |
| Dinamarca    | 3               |
| España       | 1               |
| Finlandia    | 1               |
| Francia      | 18              |
| Grecia       | 8               |
| Hong Kong    | 1               |
| Israel       | 1               |
| Italia       | 7               |
| Japón        | 44              |
| Noruega      | 1               |
| Países Bajos | 10              |
| Polonia      | 1               |
| Portugal     | 4               |
| Sudáfrica    | 13              |
| Suecia       | 3               |
| Suiza        | 1               |
| Turquía      | 1               |

## Video musical
La filmación del videoclip tuvo lugar en un castillo, propiedad del tío de Nora, pareja de Thomas en aquel entonces. A Dieter no pareció disgustarle la idea. Según el mismo Thomas, él no podía hacer nada solo durante la filmación del video, ya que Nora se había escondido en la parte trasera de un Ferrari cuando él conducía frente a la cámara y a través de un Walkie-Toki (radio portátil), le daba instrucciones sobre cómo actuar.

## Cheri Cheri Lady '98
"Cheri, Cheri Lady '98" es una versión regrabada del tema original. Con sonidos mucho más duros y actualizados para la época. Fue un sencillo promocional de Modern Talking para su séptimo álbum, Back For Good, y también el tercer tema en versión rap después de la reunión del dúo con Eric Singleton.

## Track-list
- "Cheri, Cheri Lady '98" – 3:04
- "Cheri, Cheri Lady '98" (Versión extendida) – 4:26

## Otras versiones
- En 1985 Vocal Control, en una producción de Dieter Bohlen, grabó una versión remix de «Cheri Cheri Lady» y lo publicó como sencillo en formato de 7" y 12" bajo etiqueta Polydor.[16]
- En 1986 la banda pop húngara Neoton Família grabó una versión en inglés de «Cheri Cheri Lady» y lo publicó como sencillo en formato de 7" bajo etiqueta Pepita.[17]
- En 2003 Modern Clubbing publicó un sencillo en CD con seis versiones trance de «Cheri Cheri Lady» bajo etiqueta Universal. El productor fue Thomas Groth y la voz principal es de Bastian Blond.[18]
- En 2008 Talking System grabó una versión de «Cheri Cheri Lady» y la incluyó en su álbum "In My Backstreet Heaven" bajo etiqueta Akasa Records.[19]
- En 2017 la banda folclórica irlandesa Dúlamán, finalistas del programa de talentos Das Supertalent grabaron una versión Folk-Pop de «Cheri Cheri Lady» en su álbum debut Voice Of The Celts. La producción del álbum estuvo a cargo de Dieter Bohlen.

## Créditos
- Voz - Thomas Anders
- Música - Dieter Bohlen
- Letra - Dieter Bohlen
- Arreglos - Dieter Bohlen
- Producción - Dieter Bohlen
- Coproducción - Luis Rodríguez
- Dirección de arte - Manfred Vormstein
- Diseño de fotografía - Manfred Vormstein
- Foto "Modern Talking" - Gabowicz/GraßI
- Distribución - Ariola Group